# L'invidia (singolo)
L'invidia è un singolo del gruppo musicale italiano Co'Sang, pubblicato il 27 maggio 2011.

## Descrizione
Il singolo era stato presentato come il primo estratto del terzo disco dei Co'Sang, che però non è mai stato terminato a causa dello scioglimento del gruppo. Il brano è stato il primo del gruppo cantato in lingua italiana.